# Susan Edmonstone Ferrier
Susan Edmonstone Ferrier (Edimburgo, 7 settembre 1782 – Edimburgo, 5 novembre 1854) è stata una romanziera scozzese.
I suoi romanzi, che offrono resoconti vividi della vita scozzese e presentano opinioni pungenti sull'educazione femminile, rimasero popolari per tutto il XIX secolo.

## Biografia

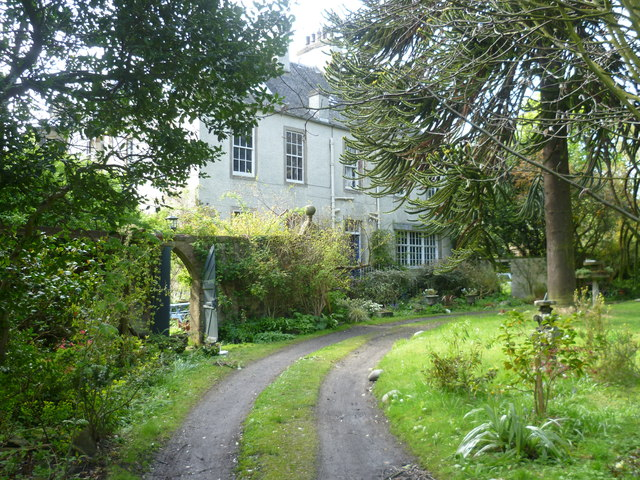
East Morningside House, dimora estiva della famiglia Ferrier

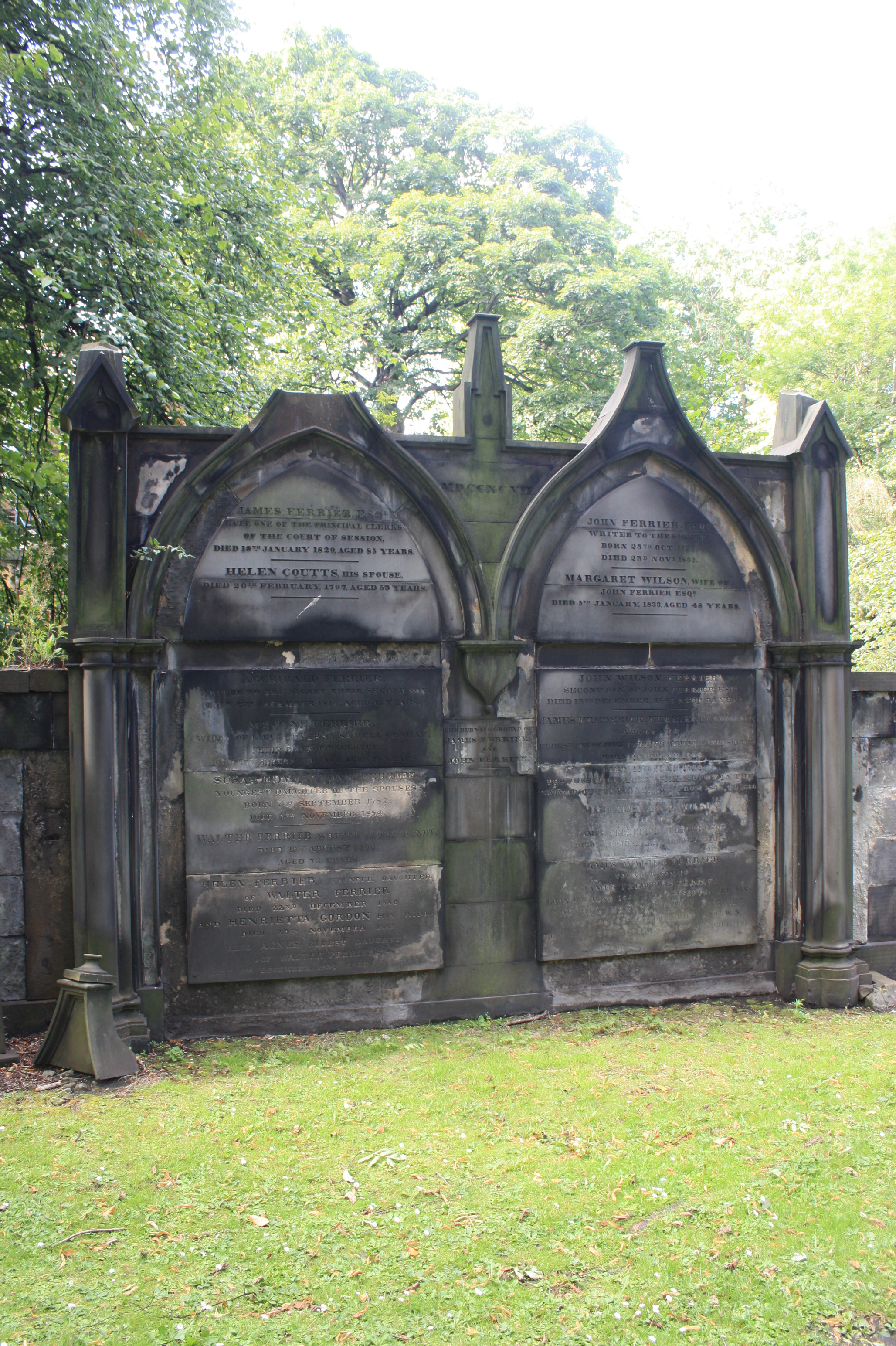
La lapide di Ferrier presso la chiesa di san Cutberto, Edimburgo

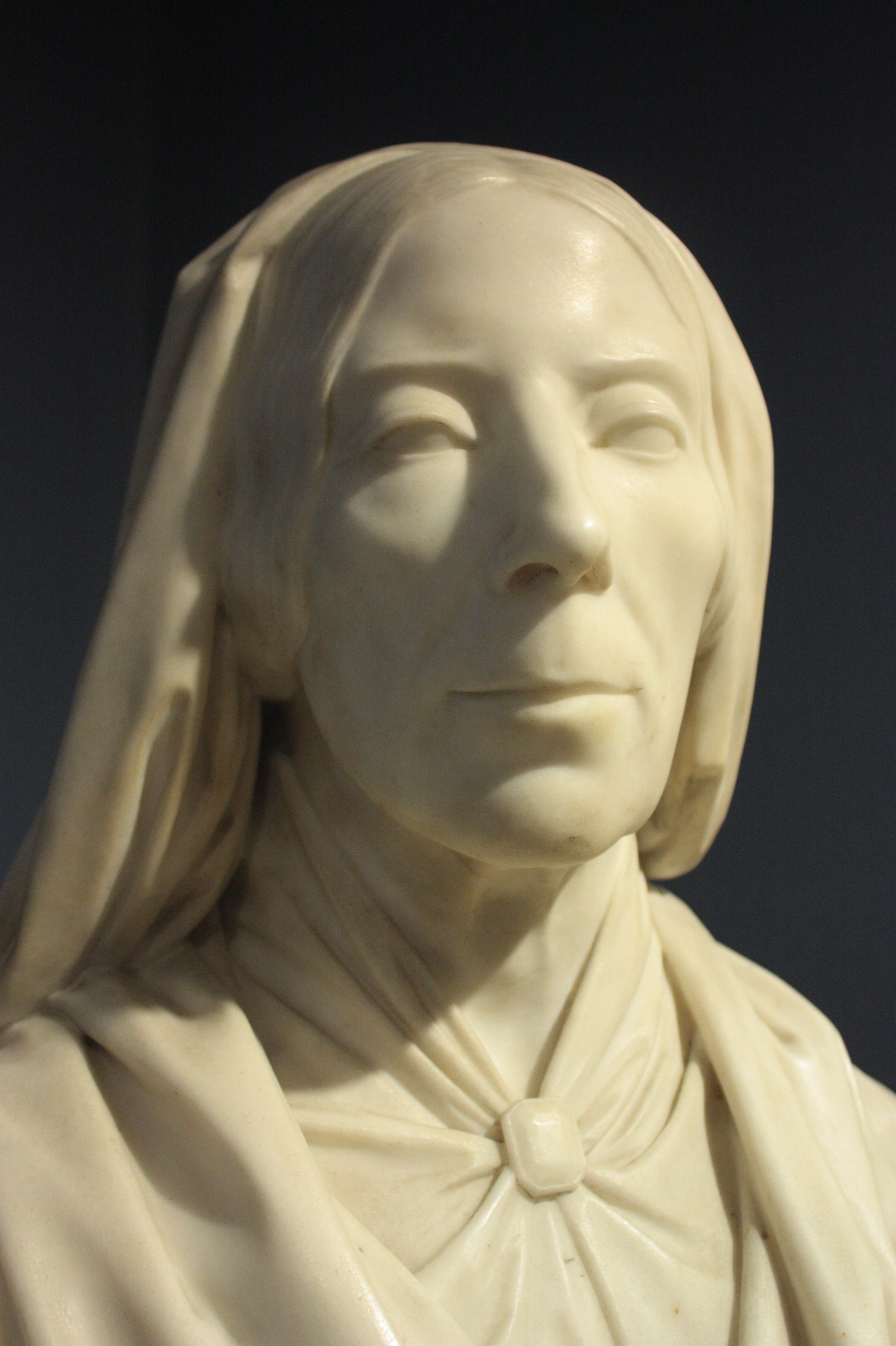
Susan Ferrier in una scultura di John Gall (1850)

Susan Ferrier era la figlia più giovane di Helen Coutts (1741-1797), figlia di Robert Coutts, un agricoltore delle vicinanze di Montrose, e di James Ferrier (1744-1829), Scrittore del Signet e uno dei principali impiegati della Corte di Sessione, ufficio nel quale fu collega di Sir Walter Scott. Suo padre era originario di Linlithgow. Susan probabilmente nacque nel Lady Stair's Close, un vicolo di Edimburgo, come nona di dieci figli sopravvissuti. La famiglia si trasferì nel 1784 al numero 11 (ora 25) di George Street, nella New Town.
Ferrier ricevette un'educazione privata. Attraverso la sua famiglia conobbe molti personaggi di spicco di Edimburgo, tra cui Scott e il romanziere Henry Mackenzie. Nel 1797 suo padre la portò a Inveraray, casa del suo cliente e mecenate il Duca d'Argyll. Divenne amica della famiglia, soprattutto di una nipote, Charlotte Clavering (morta nel 1869), con la quale corrispose. Clavering fu inizialmente coinvolta nella stesura del primo romanzo di Ferrier, Matrimonio, anche se alla fine il suo contributo si limitò alla sezione intitolata "La storia della signora Douglas". Alcune lettere tra Ferrier e Clavering appaiono nel frontespizio di un'edizione in sei volumi dei romanzi.
Dopo la morte della madre, Ferrier si occupò della casa del padre, poiché le sue tre sorelle maggiori erano sposate. Come molte famiglie benestanti di Edimburgo, in estate prendevano una casa fuori città, nel loro caso l'East Morningside House, dove vi scrisse L'eredità. Desiderava ancora che il suo lavoro apparisse in forma anonima, ma la sua identità era ormai ampiamente conosciuta.
Nel 1811 Ferrier visitò Scott ad Ashiestiel, sulle rive del fiume Tweed, nelle Marche scozzesi, e di nuovo nel 1829 e nel 1831 nella sua nuova residenza, Abbotsford House. Si divertivano a vicenda tanto che lui scrisse di lei: "Questo personaggio dotato, oltre a possedere grandi talenti, ha la conversazione meno esaltante di qualsiasi autore, almeno femminile..., semplice, pieno di umorismo ed estremamente pronto alla replica, e tutto questo senza la minima affettazione della calza blu". Il resoconto delle visite di Ferrier è apparso postumo nella rivista Temple Bar (1874).
I gusti letterari della Ferrier appaiono nelle sue lettere: ammirava Jane Austen e Scott (anche se aveva delle riserve su alcune opere di lui), ma disprezzava John Galt e John Gibson Lockhart. L'ultima delle numerose visite a Londra avvenne nel 1830 per consultare un oculista, quando soggiornò nella villa di Lord Casilis ad Isleworth, il modello per una casa conosciuta come "Woodlands" nel romanzo Destino.
Cresciuta nella Chiesa di Scozia, Ferrier si unì alla Chiesa Libera dopo la Disgregazione del 1843. I suoi problemi agli occhi contribuirono a renderla solitaria in età avanzata. Morì il 5 novembre 1854 a casa di suo fratello, al 38 di Albany Street ad Edimburgo, e fu sepolta con la sua famiglia nel cimitero della chiesa di san Cutberto.
Il fratello maggiore di Ferrier sposò la sorella di John Wilson, che scrisse con lo pseudonimo di Christopher North.

## Opera
L'opera di Ferrier consiste in tre romanzi principali: Marriage ("Matrimonio"), Inheritance ("L'eredità) e Destiny ("Destino"). Il Matrimonio fu scritto nel 1810, ma fu molto rivisto successivamente. Fu pubblicato in forma anonima nel 1818 dalla ditta di Edimburgo di William Blackwood, che lo pagò 150 sterline. Il suo successo fu notevole, tanto che una traduzione in francese apparve nel 1825.
Nel 1824 Blackwood fu disposto a pagare 1.000 sterline per il secondo romanzo, L'eredità, che secondo gli studiosi del XX secolo, "mescola una morale sentenziosa con un'osservazione dettagliata, ironica e caustica del 'racconto a tre voci' dei fattori che rendono le unioni felici o infelici". Il terzo romanzo, Destino, fu dedicato a Sir Walter Scott, il quale trovò in Robert Cadell di Edimburgo l'editore disposto a pagare 1.700 sterline nel 1831 per pubblicare il libro.
Nel 1841 Ferrier vendette i diritti d'autore dei tre romanzi a Richard Bentley, che li ripubblicò in un'edizione illustrata con revisioni d'autore. Nel 1851 questa edizione fu ristampata, con il nome di Ferrier incluso per la prima volta come autore. L'edizione della biblioteca del 1881 e del 1882 includeva pure un Memoir.
Un libro di memorie e corrispondenze è apparso nel 1898. Le valutazioni critiche moderne sono state scarse, tuttavia nel 1982 la Biblioteca Nazionale di Scozia ha prodotto un catalogo completo delle sue opere e della sua vita per una mostra.
I suoi romanzi combinano l'umorismo con vivaci resoconti della vita sociale scozzese e opinioni pungenti sul matrimonio e sull'istruzione femminile. Le sue opere hanno mantenuto la loro popolarità per tutto il XIX secolo. Tuttavia, nel XX secolo la loro popolarità iniziò a diminuire e qualche edizione del Matrimonio è apparsa sporadicamente dopo la Seconda Guerra Mondiale.
Secondo una storia della letteratura dei primi del Novecento, "nei romanzi di Susan Edmonstone Ferrier c'è qualcosa del rude sarcasmo di Smollett, mescolato con un forte sapore didattico e con occasionali manifestazioni di sentimento che potrebbero essere dovute a Mackenzie. Alla sua amica personale Scott, può aver dovuto qualcosa nei suoi studi sulla vita scozzese, ma Maria Edgeworth fu il suo modello principale". Il libro critica le sue opere per l'intreccio approssimativo e la "fattura grossolana", ma elogia il suo vigore e lo definisce "fresco e interessante".
Recentemente è stato sostenuto che i tre romanzi formano una trilogia - un'indagine estesa sui temi della nazione, della storia e dell'evoluzione della coscienza femminile. Nel dicembre 2017 l'autrice scozzese Val McDermid ha commentato su The Observer che sperava di far rivivere il ricordo della Ferrier come la "Jane Austen scozzese".